# واسیلیوس تسیارتاس
واسیلیوس تسیارتاس (یونانی: Βασίλειος "Βασίλης" Τσιάρτας؛ زادهٔ ۱۲ نوامبر ۱۹۷۲) بازیکن فوتبال اهل یونان است.
از باشگاه‌هایی که در آن بازی کرده‌است می‌توان به باشگاه فوتبال کلن، باشگاه فوتبال سویا، و باشگاه فوتبال آ. ا. ک آتن اشاره کرد.
وی همچنین در تیم‌های ملی فوتبال زیر ۲۱ سال یونان و یونان بازی کرده‌است.